# Jean-Charles Alphand

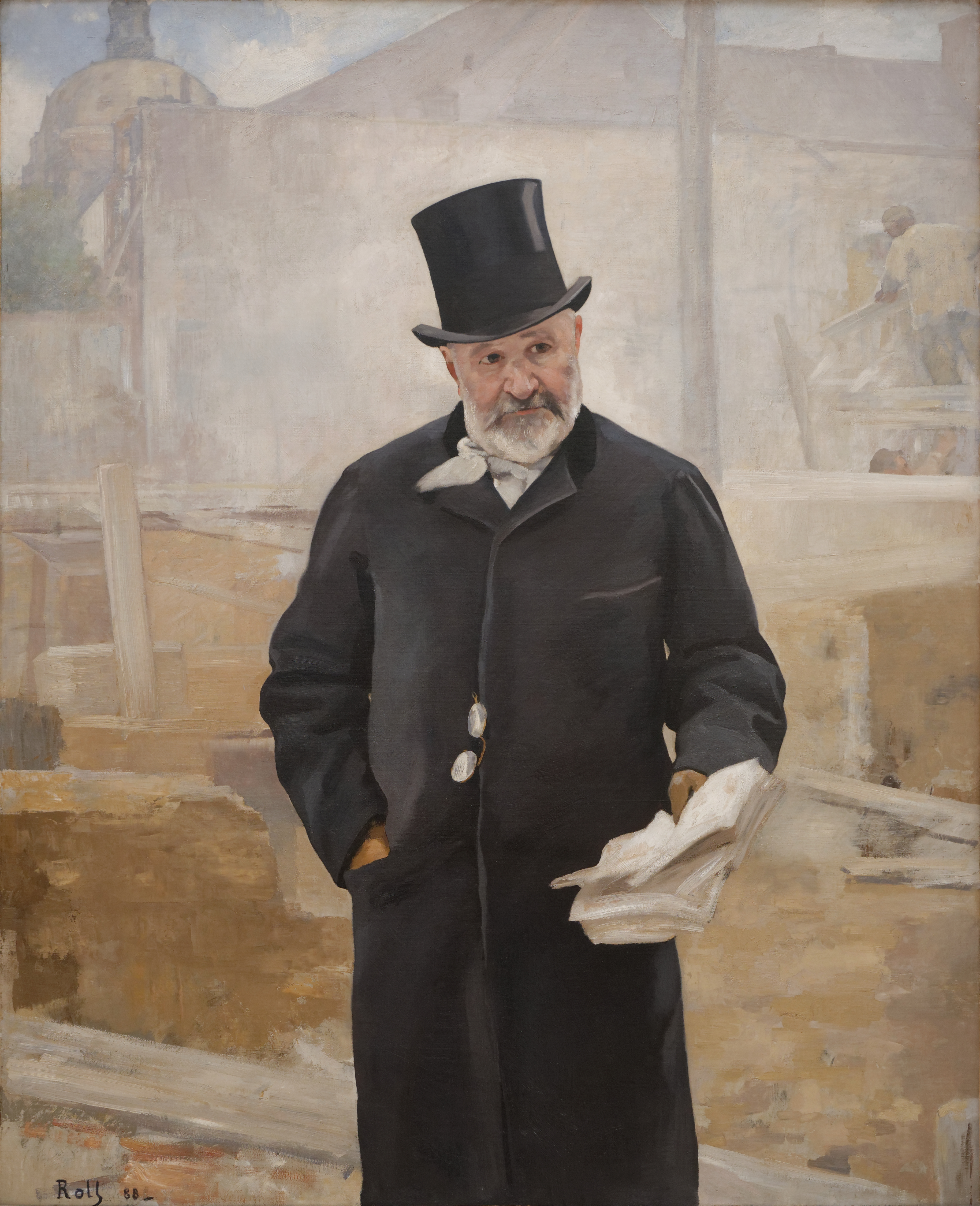
Alfred Philippe Roll: Porträtt av Jean-Charles Alphand, Petit Palais.

Jean-Charles Adolphe Alphand, född den 26 oktober 1817 i Grenoble, död den 6 december 1891 i Paris, var en fransk ingenjör och arkitekt.
Alphand var 1839-54 väg- och vattenbyggnadsingenjör i Bordeaux och tillsattes 1854 som överingenjör vid försköningsarbetena i Paris. Han blev Georges-Eugène Haussmanns konstnärlige medhjälpare vid omregleringen av denna stad, då han framförallt skapade de mästerliga parkanläggningarna Parc des Buttes-Chaumont och Parc Monceau samt omgestaltade Champs-Élysées.
Han fortsatte dock att vara medlem av departementet Girondes generalråd fram till kejsardömets fall. Under kriget 1870-71 tjänstgjorde han vid befästningsarbetena kring Paris, och efter dess slut utnämndes han av Adolphe Thiers till direktör för stadens arbeten. År 1878 blev Alphand chef även för vattenlednings- och kloakväsendet. Han ledde också anläggningsarbetena vid världsutställningarna 1878 och framför allt 1889. Han gav ut praktverket Les promenades de Paris (två band, 1867-72).